# 貝西·昔爾洛
貝西·昔爾洛（Bessie Shearlaw，1915年—?），出生名貝西·M·史泰波（Bessie M. Staples），是一名英格蘭羽球運動員。 
貝西·M·史泰波在1939年與拉爾夫·尼可斯一起贏得全英羽球錦標賽的男子雙打冠軍。她於1945年第4季與詹姆斯·B·昔爾洛結婚。第二次世界大戰後，她以J·B·昔爾洛夫人的身份贏得了愛爾蘭羽球公開賽、蘇格蘭羽球公開賽和蘇格蘭個人錦標賽冠軍。